# 埃爾多拉多斯普林斯 (密蘇里州)
埃爾多拉多斯普林斯（英語：El Dorado Springs）是位於美國密蘇里州錫達縣的城市。

## 人口
根據2020年美國人口普查的數據，埃爾多拉多斯普林斯的面積為8.02平方千米，當中陸地面積為7.98平方千米，而水域面積為0.04平方千米。當地共有人口3493人，而人口密度為每平方千米436人。